# Татаринов, Илья Антипович
Илья́ Анти́пович Тата́ринов (1831—20 сентября (2 октября) 1895) — российский чиновник, заместитель главного редактора официальной газеты «Правительственный вестник», журналист, цензор, музыкальный критик, статский советник.

## Биография
Происходил из купеческого сословия, православный. Сын Антипа (Антона) Максимовича Татаринова, служившего управляющим хозяйством министра иностранных дел Российской империи графа Карла-Роберта фон Нессельроде. В 1853 году окончил юридический факультет, по разряду юридических наук, Императорского С.-Петербургского университета, со степенью кандидата прав. В службе с 9.04.1854 года чиновником канцелярии с.-петербургского военного генерал-губернатора, с утверждением в чине коллежского секретаря, по степени кандидата. По прошению, в начале 1857 года вышел в отставку, с пожалованием чина титулярного советника. Был в отставке с 1857 по 1882 год. 28 июля того же — 1857 года, вторым браком женился на артистке балетной труппы Императорских театров. В первом браке имел дочь.

### «Петербургский листок»
Получив наследство от отца, в начале 1860-х годов стал пайщиком (компаньоном) «Перворазрядной конторы комиссионерства и агентства П.В. Васильева», позднее известной под фирмой торгового комиссионерства и посреднического агентства «Убри», имевшей конторы в Москве и С.-Петербурге. «Перворазрядная контора комиссионерства и агентства П.В. Васильева» была основана И. А. Татариновым, вложившим в дело 6 000 руб., совместно со своим однокурсником, по которому именовалась — отставным надворным советником Петром Васильевичем Васильевым, бывшим инспектором классов С.-Петербургского училища глухонемых. П.В. Васильев вместе с И. А. Татариновым в 1853 году окончил юридический факультет, по разряду юридических наук, Императорского С.-Петербургского университете, со степенью кандидата. Высочайшим приказом от 15.09.1855 года № 178, по учреждениям императрицы Марии, состоящим под непосредственным, их императорских величеств, покровительством, определен в службу с 25.01.1855 года инспектором классов Императорского С.-Петербургского училища глухонемых, с утверждением в чине коллежского секретаря. Сенатским указом от 6.05.1859 года № 45, по ведомству С.-Петербургского опекунского совета, производится, через чин, в коллежские асессоры, со старшинством с 25.01.1855 г. Сенатским указом от 18.08.1859 г. № 104, по ведомству С.-Петербургского опекунского совета, производится в надворные советники, со старшинством с 25.01.1859 года. На капитал пайщиков «Перворазрядной конторы комиссионерства и агентства П.В. Васильева» с 25 февраля 1864 года отставным губернским секретарем, писателем и этнографом А. С. Афанасьевым-Чужбинским была основана столичная газета «Петербургский листок». Контора «Перворазрядной конторы комиссионерства и агентства П.В. Васильева» находилась в доме Кусова, на углу Невского проспекта и ул. Большой Садовой, и здесь же, с февраля по сентябрь 1864 года, находилась контора редакции газеты «Петербургский листок», где принималась подписка и объявления. И. А. Татаринов в 1864—1865 годах становится сотрудником газеты «Петербургский листок». В 1864 году выполнял обязанности выпускающего редактора, в отсутствие А. С. Афанасьева-Чужбинского. В том же — 1864 году, основными пайщиками «Перворазрядной конторы комиссионерства и агентства П. В. Васильева» становятся харьковские помещики, братья Зарудные — Алексей и Николай Андреевичи, скандально известные участием в многочисленных судебных процессах 1860-х годов по делам о печати и о мошенничестве, включая подделку финансовых книг и духовных завещаний. Из-за разногласий с новыми владельцами А. С. Афанасьев-Чужбинский покинул газету, за ним её покинул и И. А. Татаринов. В середине 1860-х годов с семьей проживал по набережной р. Фонтанки, в доходном доме № 8.

### «Правительственный вестник»
В 1875 году И. А. Татаринова пригласили на работу в редакцию официальной газеты «Правительственный вестник», в которой он проработал до конца жизни. Здесь он работал корреспондентом и переводчиком, последовательно занимал должности с 1879 года — редактора официального, с 1883 года — редактора иностранного отделов, с 1891 года — заместителя главного редактора. Однако, с 1875 по 1882 год И. А. Татаринов работал в газете по-прежнему, отставным титулярным советником, сверх штата.
- С 12.06.1882 по 3.09.1883 года и с 20.05.1890 по 18.03.1894 года состоял при Министерстве внутренних дел по штатам министерства.

- С 3.09.1883 по 20.05.1890 года состоял в ведомстве Министерства внутренних дел по штатам С.-Петербургского комитета цензуры иностранной Главного управления по делам печати.

- С 18.03.1894 по 20.09.1895 года состоял в ведомстве Министерства внутренних дел по штатам С.-Петербургского цензурного комитета Главного управления по делам печати.

Приказом министра внутренних дел от 25.06.1882 года № 17, И. А. Татаринов определяется на службу, из отставных титулярных советников — в Министерство внутренних дел, с причислением к оному, прежним чином коллежского секретаря, с 12 июня 1882 года. Сенатским указом от 16.09.1883 года № 98, по Герольдии, произведен, за выслугу лет, по Департаменту общих дел Министерства внутренних дел, в титулярные советники, со старшинством с 12.06.1879 года.
Одновременно со службой редактором иностранного отдела газеты «Правительственный вестник», И. А. Татаринов определяется на службу цензором по ведомству Главного управления по делам печати. Приказом министра внутренних дел от 17.09.1883 года № 29, назначается младшим помощником цензора С.-Петербургского комитета цензуры иностранной, с 3.09.1883 года. Сенатским указом от 14.03.1884 года № 19, по Герольдии, производится, за выслугу лет, по Главному управлению по делам печати Министерства внутренних дел, в коллежские асессоры, со старшинством с 3.09.1883 года. Высочайшим приказом от 30.08.1886 года № 36, по Министерству внутренних дел, производится, за отличие по службе, в надворные советники. Приказом министра внутренних дел от 8.06.1890 года № 18, причисляется к министерству, по прошению, с увольнением от должности помощника цензора С.-Петербургского комитета цензуры иностранной, с 20.05.1890 года. Сенатским указом от 10.12.1890 года № 224, по Герольдии, производится, за выслугу лет, по Министерству внутренних дел и его ведомству, в коллежские советники, со старшинством с 30.08.1890 года. С 16 мая 1891 года назначен заместителем главного редактора газеты «Правительственный вестник». С оставлением в занимаемой должности, с 18 марта 1894 года назначен и. д. цензора С.-Петербургского цензурного комитета. Сенатским указом от 30.12.1894 года № 144, по Герольдии, произведен, за выслугу лет, по Главному управлению по делам печати Министерства внутренних дел, — в статские советники, со старшинством с 30.08.1894 года (по министерству приказ о производстве в чин статского советника от 25.02.1895 г.). Скоропостижно умер от паралича 20 сентября 1895 года на даче в Териоках (совр. — Зеленогорск), по Финляндской железной дороге. Похоронен 23 сентября 1895 года в С.-Петербурге на Смоленском кладбище.

### Награды
- Бронзовая медаль «В память войны 1853—1856»
- Орден Святой Анны 3-й степени
- Черногорский орден Князя Даниила I 3-й степени

### Творчество
Единственным известным сочинением И. А. Татаринова, фактически посмертным, является книга: Опыт исследования основ общественной жизни. — М.: т-во скоропечатни А. А. Левенсон, 1895. Книга была издана в год смерти Татаринова и написана с посвящением автора третьему лицу, в котором это третье лицо и автор, скрывшиеся за псевдонимами, одно и то же лицо — И. А. Татаринов. По смыслу посвящения (предисловия), книга основана на событиях личного жизненного опыта Татаринова, хотя и не носит мемуарного характера. Современниками отмечалось, что И. А. Татаринов обладал музыкальным талантом и несомненным дарованием пианиста. Он был учеником Лешетицкого Теодора (Фёдора Осиповича) (1830—1915) — польского пианиста, композитора и музыкального педагога. Оставаясь постоянно близким к музыкальному миру, неоднократно помещал в повременных изданиях статьи по музыке. Однако, вследствие того, что писал их под псевдонимами, или не указывал авторства, его музыкальная критика по настоящее время не идентифицирована. Творчество было отличительной чертой семьи Татаринова. Его первая супруга — воспитанница С.-Петербургского Театрального училища Императорских театров, корифейка балетной труппы. Дочь он первого брака — известная в 1880-х годах в С.-Петербурге музыкальная исполнительница, пианистка, организатор любительских концертов и участница концертных отделений многих благотворительных мероприятий.

## Семья
И. А. Татаринов был женат трижды.

### Первая жена
Первым браком на N, не позднее 1853 года.

#### Дети от первого брака
- Старшая дочь Евгения Ильинична Татаринова, в замужестве Цер (1853 -?) — коллежская советница, пианистка-любительница. С 30 января 1876 года в возрасте 22-х лет первым браком вышла замуж за 38-летнего титулярного советника Василия Ивановича Цера, чиновника Министерства финансов. Венчание проходило в Спасо-Конюшенной церкви С.-Петербурга. Поручителями по жениху стали коллежский регистратор Александр Васильевич Юматов и отставной канцелярский чиновник Василий Савельевич Крюковской, ранее служивший в ведомстве Министерства внутренних дел[3]. Поручителями по невесте стали кандидат коммерции Готлиб Викторович Гедеон и начальник жениха, бухгалтер Экспедиции заготовления государственных бумаг, статский советник Густав Карлович Безе, впоследствии товарищ председателя Санкт-Петербургского политехнического общества, директор Тентелевского химического завода, редактор журнала «Protokolle des St.- Petersburger Politechnischen Vereins», действительный статский советник.

- - Муж Е. И. Татариновой происходил из митавского купечества, воспитывался в С.-Петербургском коммерческом училище, по окончании которого поступил на службу в Экспедицию заготовления государственных бумаг, где и прослужил до конца жизни. Его супруга — Евгения Ильинична Цер, в 1880-х годах была устроительницей любительских спектаклей, два раза в месяц игравшихся в Экспедиции заготовления государственных бумаг, в специально отведенном флигеле, состоящего из камерного концертного зала и нескольких комнат, приспособленных под уборные для артистов. Сама играла на рояле «серьезные» музыкальные произведения в концертном отделении вечеров. По сообщениям столичных газет, была популярной исполнительницей и часто приглашалась выступать в концертных отделениях художественных вечеров, устраивавшихся в Русском купеческом обществе для взаимного вспоможения[4].

### Зять
- Василий Иванович (Вильгельм-Корнелиус) Цер (1837—1886) — коллежский советник, старший помощник бухгалтера Экспедиции заготовления государственных бумаг Министерства финансов, кавалер. Сын митавского купца Иоганна Эрнста Цера. С 12.08.1852 по 25.05.1860 года своекоштным пансионером воспитывался в С.-Петербургском коммерческом училище, которое окончил кандидатом коммерции и с присвоением звания личного почетного гражданина[5]. В 1861 году поступил на службу в Министерство финансов, в Экспедицию заготовления государственных бумаг, однако, вплоть до 1866 года не был зачислен в число штатных сотрудников. Приказом министра финансов от 25.01.1866 года № 2, определен в службу в звании кандидата коммерции, по Кредитным установлениям, помощником бухгалтера в Экспедицию заготовления государственных бумаг (ЭЗГБ), с 7.01.1866 года, и с предоставлением ему прав государственной службы со времени поступления в сию Экспедицию, с 21.07.1861 года. Сенатским указом от 29.09.1866 года № 228, по ЭЗГБ, произведен, за выслугу лет, в чин коллежского регистратора, со старшинством с 21.07.1865 года. В сентябре 1867 года избран в число присяжных заседателей по С.-Петербургу и его уезду, на 1868 год. Проживал по набережной р. Фонтанки, в доме № 132. Приказом министра финансов от 26.08.1867 года № 23 назначен старшим помощником бухгалтера ЭЗГБ сверх штата. Сенатским указом от 11.03.1869 года № 28 произведен в чин губернского секретаря, со старшинством с 21.08.1868 года. Высочайшим указом от 26.12.1869 года пожалован, в награду отлично-усердной и ревностной службы, кавалером ордена Святого Станислава 2-й степени. Сенатским указом от 26.04.1872 года № 75 произведен в чин коллежского секретаря, с 21.07.1871 года. Приказом министра финансов от 15.10.1872 года № 12 назначен старшим помощником бухгалтера ЭЗГБ. Сенатским указом от 25.04.1875 года № 31 произведен в чин титулярного советника, с 21.07.1874 года. В том чине и в той должности с 30 января 1876 года женился на девице Евгении Ильиничне Татариновой, дочери отставного титулярного советника И. А. Татаринова. Сенатским указом от 23.02.1878 года № 23 производится в чин коллежского асессора, с 21.07.1877 года. Сенатским указом от 8.03.1882 года № 26 производится в чин надворного советника, с 21.07.1881 года. К тому же — 1882 году, относятся сведения об устройстве его супругой — Е. И. Цер, любительских спектаклей и музыкальных дивертисментов в специально отведенном для их устройства флигеле Экспедиции заготовления государственных бумаг. Сенатским указом от 21.04.1886 года № 35 производится в чин коллежского советника, с 21.07.1885 года. Приказом министра финансов от 19.06.1886 года № 28, исключен из списков умершим. Скончался в С.-Петербурге в период с 9 по 16 мая 1886 года[6].

### Вторая жена
По воспоминания современников, отец И. А. Татаринова "был управляющим министра иностранных дел графа Нессельрода, славившегося своими оранжереями, в которых разводились всевозможных видов камелии. Молодой Татаринов, будучи страстным балетоманом, букеты этих камелий подносил балеринам, а по смерти отца полученный небольшой капитал, как он говорил: «прожил в „инфернальной ложе большого театра“» — «инфернальными ложами» назывались две ложи 1-го яруса, над центральною государственною ложею бельэтажа, по сторонам главного входа. Отличались эти ложи золочеными решетками-рамами, которые можно было не открывать, чтобы не видно было, кто сидит в ложе. Их любила петербургская молодежь".
С 28 июля 1857 года 26-летний отставной титулярный советник И. А. Татаринов вторым браком женился на 21-летней девице Сухановой (она же Сухонина) Елене Ионовне (1836—1870) — дочери яренских мещан. Венчание проходило в церкви Происхождения Честных Древ Креста Господня — Всемилостивого Спаса при Лесном и Межевом институте в Выборгском районе С.-Петербурга. Поручителями по жениху стали служащий в С.-Петербургской казенной палате коллежский секретарь Владимир Ларионович Ильенко и служащий в Государственной канцелярии Государственного совета коллежский секретарь Михаил Дмитриев Прокопович-Антонский, впоследствии надворный советник, умерший 29.05.1874 года в 36-летнем возрасте. Поручителями по невесте стали с-петербургской 2-й гильдии купец Афанасий Николаевич Суханов, очевидно, родственник невесты, потомственный почетный гражданин и кавалер, имевший торг суровским товаром и магазин дамских вещей в Гостином дворе, и 7-й артиллерийской бригады поручик Владимир Николаевич Писарев.
Е. И. Суханова воспитывалась в С.-Петербургском театральном училище своекоштной пансионеркой. Окончила училище в 1855 году. Была определена в балетную труппу Императорских театров корифейкой, с окладом 260 руб. и единовременным пособием в размере 40 руб. В 1857 г. получила разрешение на вступление в брак с титулярным советником И. А. Татариновым. От Татаринова, как полагалось по правилам, дирекция Императорских театров взяла расписку в том, что он не будет препятствовать жене исполнять работу в театре в течение 10 лет. Но, как всегда в таких случаях, обязательства остаются только формальностью, которую при желании всеми способами и средствами обходят. Татаринов увез жену в Нижний Новгород и прислал оттуда заявление с удостоверением врача, что Суханова больна и беременна. В 1858 г. Суханова была уволена из балетной труппы и навсегда исключена из списков артистов Императорских театров. Суханова (по мужу Татаринова) — представительница второй линии судеб большинства артисток балета. Скорое и мало-мальски приличное замужество было спасением от десятилетней кабалы дирекции Императорских театров и нищенского существования. Все земные блага и почести выпадают на долю только одной из ста танцовщиц. Е. И. Татаринова вполне может быть причислена к той группе фигуранток, которые избежали участи быть декорацией чужих успехов.

#### Дети от второго брака
- Сын от второго брака — Николай Ильич Татаринов Старший, родился 4.12.1866 года в С.-Петербурге. Крещен в Пантелеимоновской церкви. Восприемники: Мариупольского гусарского полка корнет Александр Александрович Ивашов, и отставного поручика Федора Ивановича Пальмина жена Варвара Александровна.

### Третья жена
Третьим браком, не позднее 1885 года, был женат на Марии Андреевне, лютеранского исповедания. Для неё это был первый брак.

#### Дети от третьего брака
- Сын от третьего брака — Николай Ильич Татаринов Младший, родился 9.05.1886 года в С.-Петербурге. Крещен в домовой церкви Благовещения Пресвятой Богородицы при Министерстве внутренних дел. Восприемники: известный балетоман и благотворитель, действительный статский советник, впоследствии тайный советник, председатель Комитета и Попечительного совета Детского приюта принца П. Г. Ольденбургского, почетный попечитель Александро-Мариинского детского приюта Ивана Базилевского, почетный член совета С.-Петербургского коммерческого училища, гласный С.-Петербургской городской думы и почетный мировой судья С.-Петербурга, камергер Двора Е. И. В. Фёдор Иванович Базилевский, и знаменитая артистка балетной труппы Мариинского театра Варвара Александровна Никитина.